# Французская колонизация Техаса
Французская колонизация Техаса началась с основания Форта Сен-Луи на юго-востоке нынешнего штата Техас. Он был основан в 1685 году недалеко от ручья Ареноса и залива Матагорда исследователем Рене-Робером Кавелье де Ла Салем. Он намеревался основать колонию в устье реки Миссисипи, но неточные карты и навигационные ошибки заставили его корабли бросить якорь в 640 км к западу от устья - на побережье Техаса. Колония просуществовала до 1688 года, в настоящее время рядом с ней расположен город Айнез. За время своего недолгого существования колония столкнулась с многочисленными трудностями, включая набеги коренных американцев, эпидемии и суровые условия. С этой базы исследователь возглавил несколько экспедиций по поиску реки Миссисипи. Это не увенчалось успехом, но Ла Салю удалось изучить большую часть Рио-Гранде и некоторые районы восточного Техаса.
Во время одной из его отлучек в 1686 году последний корабль колонии потерпел крушение, в результате чего колонисты не смогли получить ресурсы из французских колоний Карибского бассейна. По мере ухудшения условий Ла Саль понял, что колония сможет выжить только с помощью расположенных севернее французских поселений в Иллинойссе вдоль рек Миссисипи и Иллинойс. Его последняя экспедиция закончилась вдоль реки Бразос в начале 1687 года, когда Ла Саль и пятеро его людей были убиты во время мятежа. Хотя горстка людей добралась до Иллинойса, помощь так и не добралась до форта. Большинство оставшихся членов колонии были убиты во время набега на племени каранкава в конце 1688 года, хотя четверо детей смогли выжить после попадания в плен. Хотя колония существовала лишь три года, она обозначила притязания Франции на владение той землёй, которая сейчас является Техасом. Позже США безуспешно пытались добиться признания того, что регион является частью Луизианской покупки.
В 1686 году Испания узнала об экспедиции Ла Саля. Обеспокоенная тем, что французская колония может угрожать контролю Испании над вице-королевством Новая Испания и незаселённым юго-восточным регионом Северной Америки, корона финансировала многочисленные экспедиции для обнаружения и ликвидации поселения. Неудачные экспедиции помогли Испании лучше понять географию побережья Мексиканского залива. Когда испанцы наконец обнаружили остатки французской колонии в форте в 1689 году, они закопали пушки и сожгли все постройки. Спустя годы на том же месте испанские власти возвели пресидио, в дальнейшем оно также было заброшено и местоположение французского поселения, казалось навсегда, кануло в Лету. Однако, в 1996 году форт был заново открыт, и в настоящее время это территория активных археологических раскопок. В 1995 году исследователи обнаружили в заливе Матагорда корабль «Ла Белль», причем несколько секций корпуса сохранились практически нетронутыми. Для изучения корабля впервые в Северной Америке был применён коффердам для откачки воды и возможности изучения содержимого судна в сухих условиях. В 2000 году во время раскопок были обнаружены три первоначальных постройки форта и могилы трех французов.

## Экспедиции Ла Саля

### Первая экспедиция
К концу XVII века на большую часть Северной Америки претендовали европейские страны. Испания претендовала на Флориду, а также на современную Мексику и большую часть юго-западной части континента. Северное и центральное атлантическое побережье стали Тринадцатью колониями, и Новая Франция включала большую часть территории нынешней восточной Канады, а также страны центрального Иллинойса. Французы опасались, что их колонии были уязвимы для потенциального нападения со стороны соседних колоний. В 1681 году французский дворянин Рене-Робер Кавелье де Ла Саль предпринял экспедицию вниз по реке Миссисипи из Новой Франции, изначально планируя найти путь к Тихому океану. Вместо этого Ла Саль нашел маршрут в Мексиканский залив. Хотя Эрнандо Де Сото исследовал и заявил права на эту территорию для Испании 140 лет назад, 9 апреля 1682 года Ла Саль заявил права на долину реки Миссисипи для французского короля Людовика XIV, назвав территорию в его честь Луизианой.
Если бы Франция не создала базу в устье Миссисипи, у Испании была бы возможность контролировать весь Мексиканский залив и потенциально угрожать южным границам Новой Франции. Ла Саль считал, что река Миссисипи находится недалеко от восточной окраины Новой Испании. По возвращении во Францию в 1684 году он предложил короне основать колонию в устье реки. Колония могла бы стать базой для распространения христианства среди коренных народов, а также удобным местом для нападения на испанскую провинцию Нуэва-Вискайя и получения контроля над её прибыльными серебряными рудниками. Он утверждал, что небольшой отряд французов мог бы успешно вторгнуться в Новую Испанию и объединиться с более чем 15 тыс. индейцев, которые были разгневаны порабощением испанцами. После того, как с Испанией в октябре 1667 года была начата война, король согласился поддержать план Ла Саля. Он должен был вернуться в Северную Америку и подтвердить «верность индейцев короне, приведя их к истинной вере и поддерживая межплеменной мир».

### Вторая экспедиция
Первоначально Ла Саль планировал отплыть в Новую Францию, а затем отправиться по суше на юг и в Иллинойс, а затем спуститься по реке Миссисипи до её устья. Чтобы позлить Испанию, Людовик XIV настоял на том, чтобы Ла Саль проплыл через Мексиканский залив, который Испания считала своей исключительной собственностью. Хотя Ла Саль запросил только один корабль, 24 июля 1684 года он покинул Ла-Рошель, Франция, с четырьмя: 36-пушечным военным кораблем Жоли, 300-тонным складским судном Эмабль, барком Ла Белль, и кетчем Сент-Франсуа. Хотя Людовик XIV предоставил Ле Жоли и Ла Белль, путешественник хотел больше грузовых мест и арендовал у французских торговцев Эмабль и Сент-Франсуа. Король также предоставил 100 солдат и полные экипажи для кораблей, а также средства для найма квалифицированных рабочих для участия в экспедиции. Ла Саль был вынужден сам покупать товары для торговли с ожидавшими встречи индейцами.
На кораблях находилось в общей сложности почти 300 человек, в том числе солдаты, мастера и ремесленники, шесть католических миссионеров, восемь торговцев и более дюжины женщин и детей. Вскоре после их отъезда Франция и Испания прекратили военные действия, и Людовик больше не был заинтересован в отправке Ла Салю дальнейшей помощи. Подробности путешествия держались в секрете, чтобы Испания не узнала об этом. Командующий флотом Ла Саля Сбер-Де-Божо был возмущён тем, что исследователь скрывал в тайне пункт назначения до отплытия. Разногласия между ними усилились при достижении Сан-Доминго на острове Эспаньола, когда они поссорились из-за спора о месте сброса якоря. Божо отплыл в другую часть острова, позволив испанским каперам захватить загруженный припасами, провизией и инструментами для колонии «Сент-Франсуа».
Во время 58-дневного путешествия два человека умерли от болезни, а одна женщина родила ребёнка. Путешествие в Сен-Доминго длилось дольше ожидаемого, и провизия иссякла, особенно после потери «Сент-Франсуа». У Ла Саля было мало денег для пополнения припасов, и, находившиеся на борту двое торговцев продали часть своих товаров островитянам и одолжили свою прибыль путешественнику. После дезертирства нескольких членов экипажа Ла Саль завербовал несколько островитян для участия в экспедиции.
В конце ноября 1684 года, когда Ла Саль полностью оправился от тяжелой болезни, три оставшихся корабля продолжили поиски дельты реки Миссисипи. Перед отплытием из Сан-Доминго местные моряки предупредили, что сильные течения в заливе текут на восток и при сохранении тенденции будут тянуть корабли к Флоридским проливам. 18 декабря, корабли достигли Мексиканского залива и вошли в воды, которые Испания объявила своей территорией. Никто из членов экспедиции никогда не был в Мексиканском заливе и не знал, как в нём ориентироваться. Из-за сочетания неточных карт, предыдущего неправильного расчета Ла Салем широты устья реки Миссисипи и чрезмерной коррекции течений экспедиции не удалось найти Миссисипи. Вместо этого в начале 1685 года они высадились в заливе Матагорда в 640 км к западу от Миссисипи.

## Первое поселение
20 февраля колонисты ступили на землю впервые за три месяца после отъезда из Сан-Доминго. Они разбили временный лагерь недалеко от места современного маяка на острове Матагорда. Летописец экспедиции Анри Жутель так описал свой первый взгляд на Техас: «Страна показалась мне не очень благоприятной. Она была плоской и песчаной, но, тем не менее, на ней росла трава. Там было несколько соленых озёр. Мы почти не видели никакой дикой птицы, кроме нескольких журавлей и канадских (sic) гусей, которые нас не ждали»/
Вопреки совету Божо, Ла Саль приказал Ла Белль и Эмабль «преодолеть узкий и неглубокий проход», чтобы доставить припасы ближе к лагерю. Чтобы облегчить загрузку второго судна, с него были сняты восемь пушек и небольшая часть груза. После того, как Ла Белль успешно преодолела перевал, Ла Саль отправил своего лоцмана на Эмабль чтобы помочь с навигацией, но капитан отказался от неё. Когда этот корабль отплыл, отряд индецев из племени каранкава приблизилась к поселению и похитила ряд поселенцев. Для спасения колонистов Ла Саль повёл с собой небольшую группу солдат, не оставив никого, кто мог бы направлять Эмабль. Когда он вернулся, то обнаружил, что судно попало на песчанную отмель. Услышав, что капитан приказал кораблю плыть вперед после удара о отмель, Ла Саль пришёл к вводу, что тот намеренно посадил корабль на мель.
В течение нескольких дней люди пытались спасти погруженные на Эмабль инструменты и провизию, но сильный шторм помешал им собрать больше, чем продовольствие, пушки, порох и небольшое количество товаров. Корабль затонул 7 марта. Французы наблюдали, как каранкава разграбили обломки. Когда французские солдаты приблизились к индейской деревне, чтобы забрать свои припасы, её жители спрятались. Обнаружив опустевшую деревню, солдаты не только забрали награбленные товары, но и взяли шкуры животных и два каноэ. Разъяренные каранкава напали, убив двух французов и ранив ряд других человек.
Выполнивший свою миссию по сопровождению колонистов через океан Божо вернулся во Францию на борту Жоли в середине марта 1685 года. Многие колонисты решили вернуться во Францию вместе с ним, оставив в лагере около 180 человек. Хотя Божо передал просьбу Ла Саля о дополнительных поставках, заключившие мир с испанцами французские власти так и не ответили на неё. Оставшиеся колонисты страдали дизентерией и венерическими заболеваниями, и люди умирали ежедневно. Ещё здоровые смогли соорудить себе жилища и форт Сен-Луи.

### Форт
24 марта Ла Саль взял 52 человека на пяти каноэ, чтобы найти менее открытое поселение. Они нашли ручей Гарситас, в котором была пресная вода и рыба, с хорошей почвой по берегам. Они назвали его Rivière aux Boeufs в честь близлежащих бизоньих стад. Форт был построен на утесе с видом на ручей, в 1,5 лигах от его устья. Двое мужчин погибли, один от укуса гремучей змеи, а другой утонул, пытаясь порыбачить. По ночам каранкава иногда окружали лагерь и выли, но солдаты могли отпугнуть их несколькими выстрелами из пистолета. Форт иногда называют «Форт Сен-Луи», но это название не использовалось при жизни поселения и, по-видимому, является более поздним изобретением.
В начале июня Ла Саль вызвал остальных колонистов из временного лагеря на новое поселение. Семьдесят человек начали 50-мильный (80 км) сухопутный поход 12 июня. Все припасы должны были быть доставлены с «Ла Белль», что было физически утомительной задачей, которая была, наконец, завершена к середине июля. Последний груз сопровождали 30 человек, которые остались охранять корабль. Росшие рядом с участком деревья оказались не пригодными для строительства, и древесину приходилось перевозить на строительную площадку из нескольких миль вглубь страны, несколько брёвен доставили с Эмабля. К концу июля более половины поселенцев умерли, большинство — из-за скудного рациона и переутомления.
Оставшиеся поселенцы построили большое двухэтажное строение в центре поселения. Первый этаж был разделен на три комнаты: одну для Ла Саля, одну для священников и одну для офицеров экспедиции. Верхний этаж состоял из одной комнаты, используемой для хранения припасов. Вокруг форта было несколько небольших сооружений, чтобы обеспечить укрытие для других членов экспедиции. Восемь пушек, каждая весом от 320 до 540 кг, были спасены с Эмабля и размещены вокруг колонии для её защиты.

### Трудности
В течение нескольких месяцев после того, как был построен постоянный лагерь, колонисты совершали короткие поездки, чтобы исследовать окрестности. В конце октября 1685 года Ла Саль решил предпринять более длительную экспедицию и перегрузил «Ла Белль» многими оставшимися припасами. Он взял с собой 50 человек, плюс экипаж корабля из 27 моряков, оставив в лагере 34 мужчины, женщины и ребёнка. Большинство мужчин путешествовали с Ла Салем в каноэ, в то время как судно следовала дальше от побережья. После трех дней путешествия они узнали о наличии здесь враждебных коренных американцев. Двадцать французов напали на индейскую деревню, где нашли испанские артефакты. Несколько человек погибли в этой экспедиции от употребления в пищу опунции. Каранкава убил небольшую группу людей, которые разбили лагерь на берегу, включая капитана «Ла Белль».
С января по март 1686 года Ла Саль и большинство его людей искали по суше реку Миссисипи, направляясь к Рио-Гранде, возможно, даже на запад, в районе нынешнего Лэнгтри. Участники экспедиции расспрашивали местные индейские племена о местонахождении испанцев и испанских шахт, в обмен предлагая подарки и рассказывая истории, в которых испанцы изображались жестокими, а французы — доброжелательными. Когда группа вернулась, они не смогли найти Ла Белль на прежнем месте, из-за чего были вынуждены вернуться в форт пешком.
В следующем месяце они отправились на восток, надеясь найти Миссисипи и вернуться в Канаду. Во время своих путешествий группа встретила племя Кэддо, которые дали французам карту, изображающую их территорию, территорию их соседей и местоположение реки Миссисипи. Эти индейцы часто заключали договоры о дружбе с соседними народами и распространяли свою политику мирных переговоров на французов. Во время посещения Каддо французы встретились с торговцами племени юманос, которые рассказали им о деятельности испанцев в Нью-Мексико. Эти торговцы позже сообщили испанским чиновникам об увиденных французах.
Четверо мужчин дезертировали, когда добрались до реки Нечес. Ла Саль и один из его племянников сильно заболели, что вынудило экспедицию остановиться на два месяца. Пока мужчины приходили в себя, у группы кончились еда и порох. В августе восемь выживших членов отряда вернулись в форт Сен-Луи, так и не исследовав Восточный Техас.
Пока Ла Саль отсутствовал, шестеро из тех, кто остался на «Красавице», наконец прибыли в форт Сен-Луи. По их словам, новый капитан «Красавицы» всегда был пьян. Многие из моряков не умели плавать, и они посадили лодку на полуострове Матагорда. Выжившие отправились на каноэ в форт, оставив корабль позади. Разрушение их последнего корабля оставило поселенцев на берегу Техаса без надежды получить помощь от французских колоний в Карибском море.
К началу января 1687 года в колонии, охваченной внутренними распрями, оставалось менее 45 из первоначальных 180 человек. Ла Саль полагал, что их единственная надежда на выживание заключалась в запросе помощи у Новой Франции, в том же месяце он возглавил последнюю экспедицию с целью достичь Иллинойса. В форте осталось менее 20 человек, в основном женщины, дети и те, кого сочли непригодными, а также семь солдат и три миссионера, которыми Ла Саль был недоволен. В экспедицию были включены семнадцать мужчин, в том числе Ла Саль, его брат и двое его племянников. Во время кемпинга недалеко от современной Навасоты 18 марта несколько мужчин поссорились из-за дележа мяса буйвола. В ту ночь участник экспедиции убил во время сна одного из племянников Ла Саля и двух других мужчин. На следующий день Ла Саль был убит, когда приближался к лагерю, чтобы расследовать исчезновение своего племянника. Междоусобицы привели к гибели двух других членов экспедиции в течение короткого времени. Двое из выживших членов, в том числе Жан Л’Арчевек, присоединились к Кэддо. Оставшиеся шесть человек во главе с Анри Жутелем направились в Иллинойс, во время путешествия через Иллинойс в Канаду они никому не сообщили о смерти исследователя. Прибыв во Францию летом 1688 года они всё-таки сообщили Людовику XIV о смерти Ла Саля и ужасных условиях в колонии, но тот так и не послал помощи.

## Ответ Испании
Испанский пират и guarda costa капер Хуан Корсо слышал слухи о колонии ещё весной 1685 года; он намеревался ликвидировать поселение, но его корабль попал в шторм и плохую погоду и был потерян со всеми. Впоследствии миссия Ла Саля оставалась почти секретной до 1686 года, когда бывший участник экспедиции Денис Томас, дезертировавший в Санто-Доминго, был арестован за пиратство. Пытаясь смягчить наказание, Томас сообщил своим испанским тюремщикам о плане Ла Саля основать колонию и в конечном итоге завоевать испанские серебряные рудники. Несмотря на его признание, Томаса повесили.
Испанское правительство считало, что французская колония будет представлять угрозу для их шахт и судоходных путей, и военный совет Карла II считал, что «Испании нужны быстрые действия», чтобы удалить эту занозу, которая была воткнута в сердце Америки. Чем больше задержка, тем труднее достижение'". Испанцы понятия не имели, где найти Ла Саля, и в 1686 году они послали морскую экспедицию и две сухопутные экспедиции, чтобы попытаться найти его колонию. Хотя экспедиции не смогли найти Ла-Саль, они сузили поиск до района между Рио-Гранде и Миссисипи.. Четыре испанские экспедиции в следующем году не смогли найти Ла-Саль, но помогли Испании лучше понять географию региона побережья Мексиканского залива.
В 1688 году испанцы почувствовали ещё три экспедиции, два по морю и один по земле. Возглавляемая Алонсо де Леоном сухопутная экспедиция обнаружил Жана Гери, который дезертировал из французской колонии и жил в Южном Техасе с Коауилтеканами. Используя Гери в качестве переводчика и гида, Леон в апреле 1689 года нашел французский форт, однако тот и пять окружавших его домов были разрушены. Несколько месяцев до этого каранкава напали на поселение, разрушили здания и оставили трупы трёх человек, включая тело застреленной в спину женщины. Сопровождавший испанский отряд священник провёл похоронную службу над убитыми. Хроникер экспедиции Хуан Баутиста Чапа написал, что разрушение поселения было Божьим наказанием за противодействие папе, так как папа Александр VI передал Индии испанцам Остатки форта были уничтожены испанцами, которые также разрушили оставленные пушки. Позже Испания возвела на этом месте собственный форт.
В начале 1689 года испанские власти получили прошение на французском языке, которое кэддо попросили доставить им через разведчиков юманос. Среди бумаг была пергаментная картина с изображением корабля, а также письменное послание от Жана Л’Аршевека. В документе говорилось:
Я не знаю, что вы за люди. Мы французы[;] мы находимя среди дикарей[;] мы очень хотели бы быть среди таких христиан, как мы[.] ... мы единственно опечалены тем, что находимся среди таких зверей, как эти, которые не верят ни в Бога, ни во что другое. Джентльмены, если вы хотите забрать нас, вам нужно только отправить сообщение. ... Мы передадим себя в ваше распоряжение.
Позже Де Леон спас Л’Арчевека и его спутника Жака Гролле. На допросе мужчины утверждали, что более 100 французских поселенцев умерли от оспы, а остальные были убиты индейцами. Единственными людьми, которые пережили последнее нападение, были дети Талона, усыновленные каранкавами. По словам детей, поселение подверглось нападению около Рождества 1688 года, и все оставшиеся поселенцы были убиты.

## Наследие
Из 15 или 16 выживших колонистов шесть возвратились во Францию, оставшиеся вместе с захваченными индейцами детьми были пленены испанцами. Первоначально детей привезли к наместнику Новой Испании Конде де Гальве, который относился к ним как к слугам. Двое мальчиков, Пьер и Жан-Батист, позже вернулись во Францию. Из оставшихся пленников трое стали испанскими гражданами и поселились в Нью-Мексико. Хотя французская колония была полностью разрушена, Испания опасалась новых попыток французов закрепиться в регионе. Сначала испанцы возвели небольшие форпосты в восточном Техасе и в Пенсаколе. В 1722 году был возведён форт Presidio La Bahia, а на месте форта Сен-Луи — Mission Nuestra Señora del Espíritu Santo de Zúñiga.
Франция не отказывалась от своих претензий на Техас до 3 ноября 1762 года, когда она уступила всю свою территорию к западу от реки Миссисипи Испании по Фонтенблоскому договору после своего поражения в Семилетней войне. В 1803 году, через три года после того, как Испания вернула Луизиану, Наполеон Бонапарт продал её США. В первоначальном соглашении между Испанией и Францией четко не указывались границы Луизианы, а описания в документах были двусмысленными и противоречивыми. США настаивали на том, чтобы их покупка включала всю территорию, на которую претендовала Франция, включая весь Техас. Спор не был разрешен до заключения договора Адамса — Ониса 1819 года, по которому Испания уступила Флориду в обмен на отказ США от своих претензий на Техас.
Официальная граница Техаса была установлена на реке Сабин (текущая граница между Техасом и Луизианой) и по рекам Ред-Ривер и Арканзас до 42-й параллели (нынешняя северная граница Калифорнии).

## Археологические раскопки
В 1908 году историк Герберт Юджин Болтон определил район вдоль ручья Гарситас, недалеко от залива Матагорда, как место расположения форта Сен-Луи. Другие историки до и после Болтона утверждали, что форт был расположен на реке Лавака в графстве Джексон. Пять десятилетий спустя Техасский университет в Остине профинансировал частичные раскопки участка Болтона, являвшегося частью ранчо в Киране. Хотя было обнаружено несколько тысяч предметов, археологи не смогли точно провести различие между французскими и испанскими артефактами XVII века, и никакого отчета о находках так и не было опубликовано. В 1970-х годах артефакты были повторно исследованы Кэтлин Гилмор, археологом из Южного методистского университета. Она определила, что, хотя большинство артефактов были испанскими, некоторые окончательно совпадающие артефакты были обнаружены во время французских и франко-канадских раскопок того же периода времени.
В конце 1996 года исследовавшие ранчо в Киране с помощью металлоискателей рабочие обнаружили восемь чугунных пушек, закопанных недалеко от ручья Гарситас. После раскопок пушек Историческая комиссия Техаса подтвердила, что они были из форта Сен-Луи. В 2000 году организованные ею раскопки обнаружили месторасположение трех зданий, в которых располагалась французская колония и трёх выкопанных испанцами могил.
На протяжении десятилетий историческая комиссия Техаса также искала обломки Ла Белль. В 1995 году потерпевшее кораблекрушение судно было обнаружено в заливе Матагорда, исследователи выкопали из воды литой бронзовую пушку весом 359 кг, а также мушкетные ядра, бронзовые прямые булавки и торговые бусы. Большие секции деревянного корпуса были неповрежденными, защищенными от разрушающего воздействия теплой соленой воды слоями илистых отложений, которые «по сути [создали] бескислородную временную капсулу». Ла Белль был самым старым потерпевшим кораблекрушение французским кораблём, обнаруженным на тот момент в Западном полушарии. Чтобы археологи смогли восстановить как можно больше артефактов, вокруг корабля была сооружена перемычка. Коффердам сдерживал воды залива, позволяя археологам проводить раскопки, как если бы они были на суше. Это была первая попытка в Северной Америке раскопать затонувшее судно в засушливых условиях. Предыдущие раскопки кораблекрушений с использованием коффердамов проводились в Европе, но никогда не на корабле такого размера.
С 1997 по 1999 год Национальное подводное и морское агентство искало Эмабль. Хотя было найдено многообещающее место, корабль был погребен под слоем песка на глубине более 7,6 м, и добраться до него было оказалось невозможным.